# Brenda Boykin
Brenda Boykin (ur. 30 marca 1957 w Oakland) – amerykańska wokalistka jazzowo-bluesowa z Kalifornii.

## Życiorys
Zaczynała śpiewać w chórze przy North Oakland Missionary Baptist Church. W okresie szkoły średniej uczyła się gry na klarnecie, a podczas studiów na University of California (Berkeley), gdzie studiowała psychologię, zainteresowała się zespołami jazzowymi, które działały w miasteczku akademickim. Występowała m.in. na Monterey Jazz Festival, Monterey Bay Blues Festival czy San Francisco Blues Festival, DuMaurier Jazz Festival w Vancouver, Umbria Jazz Festival, gdzie zdobywała uznanie publiczności i krytyków. Przez wiele lat współpracowała z gitarzystą Erikiem Swindermanem. Do 2004 r. mieszkała w San Francisco, potem przeniosła się do Europy, do miasta Wuppertal w Niemczech. Od 2005 r. jest zaangażowana we współpracę z niemieckim projektem nu jazzowym – Club Des Belugas. Artystka kilkukrotnie wystąpiła w Polsce, m.in. podczas Ladies' Jazz Festival w Gdyni w 2011 r.

## Dyskografia

### Albumy autorskie
- 2013: Brenda Boykin (ChinChin)
- 2012: All the Time in the World (ChinChin)
- 2008: Chocolate & Chili (ChinChin)

### Współpraca
- 2011: Circle of Swing – Hello Brenda [LP] (Laika-Records)
- 2007: Wildcats Gotta Move / Dibidy Dop Club des Belugas [EP] (Audiographics)

Źródło:

## Nagrody i wyróżnienia
- 2005: najlepsza wokalistka Montreux Jazz Festival
- 1997: „Best vocalist of the Year”, nagroda Bammy